# Bohater naszych czasów (film 2006)
Bohater naszych czasów (ros. Герой нашего времени, Gieroj naszego wriemeni) – rosyjski film dramatyczny z 2006 roku w reżyserii Aleksandra Kotta. Film powstał na podstawie powieści Michaiła Lermontowa pod tym samym tytułem wydanego w 1840 roku.

## Opis fabuły
Zuchwały oficer, znudzony salonowym towarzystwem Petersburga, przyjeżdża do znanego kaukaskiego uzdrowiska. Spotyka tam swojego przyjaciela, który adoruje jedną z kuracjuszek – młodą księżniczkę Mary. W pogardzie dla romantycznych uczuć i na złość przyjacielowi, Pieczorin rozpoczyna miłosną grę z naiwną księżniczką.

## Obsada
- Igor Petrenko jako Pieczorin
- Elwira Bolgowa jako Wiera
- Awangard Leontiew jako Werner
- Jurij Kołokolnikow jako Grusznicki
- Andriej Sokołow

i inni